# 东坡书院
东坡书院位于中国海南省儋州市中和镇东郊，为苏轼故居遗址。明清时期改建。文化大革命时期被毁，文物荡然无存，1982年其重建。
东坡书院包括载酒亭、载酒堂、耳房、廊舍和奥堂龛等古迹。现已经辟为陈列馆。